# Перепускной клапан

Устройство и принцип действия перепускного клапана. Слева – клапан закрыт, справа – открыт.
1 – корпус;
2 – пружина;
3 – клапан;
4 – задвижка открыта;
5 – выходной патрубок;
6 – входной патрубок;
7 – поток жидкости или газа;
8 – задвижка закрыта.

Перепускно́й кла́пан (переливной клапан) — устройство, предназначенное для поддержания давления среды на требуемом уровне путём перепуска (слива в другой контур) рабочей среды через ответвление трубопровода.
Рабочая среда может быть жидкая или газообразная.
Перепускной клапан поддерживает давление в системе путём непрерывного отвода жидкости (газа), чем он отличается от предохранительного клапана, который ограничивает повышение давления в системе сверх заданного путём однократного или периодического отвода жидкости (газа) из системы.
Внешне и по принципу действия перепускной и предохранительный клапаны могут не отличаться друг от друга.
Также, как и редукционный клапан, перепускной клапан поддерживает постоянство давления в системе. Однако перепускной клапан поддерживает постоянным давление на входе в клапан («до себя»), а редукционный клапан поддерживает постоянство давления на выходе («после себя»).

## Перепускной клапан и турбонаддув двигателя внутреннего сгорания
Перепускной клапан (blow-off) используется для сброса избыточного давления, создаваемого во впускном коллекторе, в атмосферу. Также, существует вариант сброса избыточного давления в начало тракта впуска (bypass).
Избыточное давление образуется вследствие работы турбонаддува ДВС.

## Перепускной клапан в системе подачи топлива
Перепускной клапан в системе подачи топлива устанавливается рядом с топливным насосом, а иногда и объединяется с ним.
Он предназначается для слива избыточного топлива, подаваемого топливным насосом, обратно в топливные баки. Таким образом, перепускной клапан обеспечивает одинаковое давление в топливоподающей системе, независимо от режима работы двигателя.
Соленоидный клапан работает вместе с перепускным, перекрывая его, таким образом, герметизируя линию высокого давления.

## Перепускной клапан в системе охлаждения двигателя внутреннего сгорания
Перепускной клапан предназначен для возвращения жидкости из расширительного бака в радиатор охлаждения в поршневых двигателях внутреннего сгорания. Это необходимо, потому что при охлаждении антифриз уменьшается в объёме и в системе образуется разрежение.